# ثآليل ترومبترس
ثآليل ترومبترس هي حالة جلدية تتميز بوجود عقيدة صلبة ليفية مفرطة التقرن على الشفة العليا لعازف البوق. :808